# Marele Premiu al Chinei
Marele Premiu al Chinei este o rundă a Campionatului Mondial de Formula 1 ce are loc pe Circuitul Internațional Shanghai, Jiading, Shanghai, fiind proiectat de Hermann Tilke. Prima ediție a avut loc în 2004, și s-a desfășurat neîntrerupt până în 2019. Cursa nu a fost inclusă în calendarul sezoanelor 2020-2023 din cauza pandemiei de COVID-19 dar, cu toate acestea, contractul i-a fost prelungit până în 2025.

## Istoric
La începutul anilor 90, primele planuri au apărut pentru ca guvernul chinez să aducă Formula 1 în țară, însă după ce Circuitul Internațional Zhuhai a fost conceput, construit și adăugat provizoriu pentru calendarul din 1999, circuitul a eșuat în a îndeplini cerințele impuse de FIA pentru a găzdui un Grand Prix.
În 2002, un contract de șapte ani a fost semnat pentru a fi organizată o cursă în Shanghai, iar în 2004, primul Grand Prix a avut loc în China.

## Edițiile Marelui Premiu al Chinei
Toate edițiile s-au desfășurat pe Circuitul Internațional Shanghai.
| An     | Pole position      | Cel mai rapid tur  | Pilotul câștigător | Constructorul câștigător   | Raport |
| ------ | ------------------ | ------------------ | ------------------ | -------------------------- | ------ |
| 2004   | Rubens Barrichello | Michael Schumacher | Rubens Barrichello | Ferrari                    | Raport |
| 2005   | Fernando Alonso    | Kimi Räikkönen     | Fernando Alonso    | Renault                    | Raport |
| 2006   | Fernando Alonso    | Fernando Alonso    | Michael Schumacher | Ferrari                    | Raport |
| 2007   | Lewis Hamilton     | Felipe Massa       | Kimi Räikkönen     | Ferrari                    | Raport |
| 2008   | Lewis Hamilton     | Lewis Hamilton     | Lewis Hamilton     | McLaren-Mercedes           | Raport |
| 2009   | Sebastian Vettel   | Rubens Barrichello | Sebastian Vettel   | Red Bull-Renault           | Raport |
| 2010   | Sebastian Vettel   | Lewis Hamilton     | Jenson Button      | McLaren-Mercedes           | Raport |
| 2011   | Sebastian Vettel   | Mark Webber        | Lewis Hamilton     | McLaren-Mercedes           | Raport |
| 2012   | Nico Rosberg       | Kamui Kobayashi    | Nico Rosberg       | Mercedes                   | Raport |
| 2013   | Lewis Hamilton     | Sebastian Vettel   | Fernando Alonso    | Ferrari                    | Raport |
| 2014   | Lewis Hamilton     | Nico Rosberg       | Lewis Hamilton     | Mercedes                   | Raport |
| 2015   | Lewis Hamilton     | Lewis Hamilton     | Lewis Hamilton     | Mercedes                   | Raport |
| 2016   | Nico Rosberg       | Nico Hülkenberg    | Nico Rosberg       | Mercedes                   | Raport |
| 2017   | Lewis Hamilton     | Lewis Hamilton     | Lewis Hamilton     | Mercedes                   | Raport |
| 2018   | Sebastian Vettel   | Daniel Ricciardo   | Daniel Ricciardo   | Red Bull Racing-TAG Heuer  | Raport |
| 2019   | Valtteri Bottas    | Pierre Gasly       | Lewis Hamilton     | Mercedes                   | Raport |
| 2024   | Max Verstappen     | Fernando Alonso    | Max Verstappen     | Red Bull Racing-Honda RBPT | Raport |
| Sursa: |                    |                    |                    |                            |        |

## Statistici
Un pilot a obținut cel puțin un hat-trick (pole position, cel mai rapid tur și victorie într-o cursă): Lewis Hamilton în 2015 și 2017.
Piloții și echipele îngroșate concurează în sezonul actual de Formula 1.

### Multipli câștigători
| Victorii | Pilot           | Ani                                |
| -------- | --------------- | ---------------------------------- |
| 6        | Lewis Hamilton  | 2008, 2011, 2014, 2015, 2017, 2019 |
| 2        | Fernando Alonso | 2005, 2013                         |
| 2        | Nico Rosberg    | 2012, 2016                         |

| Victorii | Constructor     | Ani                                      |
| -------- | --------------- | ---------------------------------------- |
| 6        | Mercedes        | 2012, 2014, 2014, 2015, 2016, 2017, 2019 |
| 4        | Ferrari         | 2004, 2006, 2007, 2013                   |
| 3        | McLaren         | 2008, 2010, 2011                         |
| 2        | Red Bull Racing | 2009, 2018                               |

### Multipli deținători depole position
| Pole-uri | Pilot            | Ani                                |
| -------- | ---------------- | ---------------------------------- |
| 6        | Lewis Hamilton   | 2007, 2008, 2013, 2014, 2015, 2017 |
| 4        | Sebastian Vettel | 2009, 2010, 2011, 2018             |
| 2        | Fernando Alonso  | 2005, 2006                         |
| 2        | Nico Rosberg     | 2012, 2016                         |

### Multipli deținători de cel mai rapid tur
| CMRT | Pilot          | Ani                    |
| ---- | -------------- | ---------------------- |
| 4    | Lewis Hamilton | 2008, 2010, 2015, 2017 |

## Legături externe
- Shanghai International Circuit